# Nothroctenus stupidus
Nothroctenus stupidus là một loài nhện trong họ Ctenidae.
Loài này thuộc chi Nothroctenus. Nothroctenus stupidus được miêu tả năm 1932 bởi Badcock.